# Hilliard (Ontario)
Pour les articles homonymes, voir Hilliard.
Hilliard est une municipalité cantonale de l'Ontario située dans le district de Timiskaming, près de la frontière avec le Québec. La rivière Blanche traverse la municipalité.

## Géographie
Au recensement de la population de 2011, la population totale de Hilliard, s'élevait à 204 habitants.
La population est majoritairement anglophone avec 75 % de la population. La minorité francophone compose environ le quart restant de la population. 30 % de la population est bilingue.

## Démographie
| 2001 | 2006 | 2011 | 2016 |
| ---- | ---- | ---- | ---- |
| 241  | 222  | 204  | 207  |